# お兄ちゃんのことなんかぜんぜん好きじゃないんだからねっ!!
『お兄ちゃんのことなんかぜんぜん好きじゃないんだからねっ!!』（おにいちゃんのことなんかぜんぜんすきじゃないんだからねっ）は、草野紅壱による日本の漫画。『WEBコミックハイ!』（双葉社、Web上で無料配信）にて2008年8月29日から連載を開始され、その後2013年4月に同サイトが統合された『WEBコミックアクション』にて2016年9月16日まで連載。更新は毎月第2金曜日。
新連載に先立ち、2008年8月15日から開催されたコミックマーケット74双葉社企業ブースにて、本作品を含めた『Webコミックハイ!』初期連載作品の冒頭部をまとめた64ページの冊子が無料配布された。
2010年9月、『コミックハイ!』公式サイトにてテレビアニメ化が告知され、2011年1月から3月まで放送された。テレビアニメ化に合わせて『コミックハイ!』本誌VOL.69（2011年1月号）からVOL.71（2011年3月号）にかけて短期集中連載されたり、『COMICすもも』vol.13（2012年8月11日発売分）にゲスト参戦したりと、他誌でも出張連載を行うことがある。
公式な略称は「兄好」（おにすき）。タイトルの英語訳はI don't like my big brother at all!!

## 作風
思春期によくある言動やそのいたたまれなさを大きく扱ったラブコメディ。作者の草野紅壱は、登場人物になるべく人間味を出そうと考えた結果、主要人物に何らかの欲望を持たせるようにしていると語っており、変態的なまでにブラコンな少女・高梨奈緒が主人公である。非常に長いタイトルをしているが、これはコミックハイ!編集部が引きの強いタイトルにしようと付けたものである。ちなみに作者案は「妹異常恋人未満」であった。タイトルを見るとツンデレの妹物のように感じるが、作中でツンデレ的な描写はほぼ皆無。
主人公は妹の奈緒だが、物語が進むにしたがって女の登場人物が増えていき、兄の修輔の方にスポットが当たるようになってしまったと草野は語っており、その解決策として男女の立ち位置を逆転させ、男の修輔が女の子に付け狙われるという構造をとっている。なお、草野はこれを「修輔ヒロイン説」と呼称している。

## あらすじ
高校1年の少女・高梨奈緒は1つ上の兄の修輔が大好きなブラコン。一方の兄・修輔は、女の子（妹を含む）が少し気になり過ぎるちょっとエッチな少年。
奈緒によるエッチなアプローチに悶々とする日々を過ごす修輔だったが、特に何も起こらず、2人は兄妹の関係のままだった。ところがある日、修輔の幼馴染だったツインテ少女・彩葉が10年ぶりに戻って来てから、修輔がエッチなものに反応しなくなってしまい、奈緒は気が気ではなくなる。

### 作中の人間関係
物語の中心となる高梨兄妹はお互いに気があるが、兄妹であることから表面的にはそのことを隠している。特に妹の奈緒は兄と一線を越えたいと思っているほど兄に入れ込んでいるが、修輔の前ではスケベな兄を注意するような言動もしている。一方の修輔はエッチなもの全般に興味が強く、奈緒に対しても邪な感情を抱いているが、兄妹であることへの自制から寸止めに留めている。実のところ高梨兄妹に血の繋がりはなく、奈緒は高梨家の養子である。しかし、奈緒は幼少時の記憶がないため、1巻までそのことには気づいておらず、事実を知ったあとも「兄妹」による背徳的な恋愛を楽しむためにそのことを知ったことは修輔には隠している。修輔も血縁関係がないことは理解しているが、奈緒がそのことを知らないと思っているため、妹のパンツを覗いたりしつつも実の兄妹のように接している。
修輔を付け狙う奈緒の障害としては、土浦彩葉がいる。彩葉は奈緒が高梨家に貰われる前に引っ越した修輔の幼馴染で、1巻で奈緒のクラスメイトとして転校してくる。彩葉は幼少期に修輔の恋人にしてもらう約束をしており、そのことを理由に修輔には大胆なアプローチを仕掛ける。一方の修輔も当初はまんざらでもない様子だったが、再会した修輔のファーストキスをあっさり奪う、ストーカー行為を繰り返していると思しき言動をとるなどの理由から基本的には引いている。彩葉は恋敵として奈緒や近藤繭佳をライバル視しているが、奈緒の方は恋愛成就のためのイベントとみなしており、彩葉を過度に気にかけてはいない。
近藤繭佳と修輔は夜中に出歩いた際にエロ本の中身が入れ替わってしまったことをきっかけに交流が始まる。朝に迎えに来て一緒に登校したりしているため、修輔の母からは修輔に彼女ができたと勘違いされているが、実際はエロ本を人質に修輔を「ペット」として従わせている仲である。しかし、ペットの修輔にBL本を買いに行かせるために密会を繰り返す内に、繭佳も修輔とBL的な仲になりたいと考えるようになる。

## 舞台設定
舞台のモデルは練馬区富士見台周辺、物語の中心人物である高梨兄妹の自宅は一般的な2階建の一戸建で奈緒と修輔、父・修司、母・菜々香の4人暮らし。奈緒と修輔はそれぞれに2階に個室を持っており、修輔は密かに部屋にエロ本やエロDVDを溜めこんでいる。一方で奈緒はその状況を影から観察しており、部屋で兄の観察日記をつけている。1巻にて転校してくる少女・土浦彩葉はマンションの上層階に住んでおり、彩葉の部屋から修輔の部屋が見える。そのため、彩葉は毎日高性能望遠鏡で修輔の部屋を観察している。これらの主要人物は皆、同じ高校に通っており、奈緒と彩葉はクラスメイトである。奈緒のクラスにはほかに楠原尋乃と加藤春華が所属しており、2人は奈緒の親友である。このほか、この学校にはクラス委員だがBL好きな近藤繭佳や修輔のエロ仲間の岸川啓一郎・山代拓実・黒崎大吾が所属している。ほかに作中で登場する施設としては屋内プール施設のザブーンランド、修輔が繭佳に呼び出されるさかえ公園、修輔がBL本を買いに行かされるBOOKS双葉、縁日が開かれる双葉神社などがある。

## 主な登場人物
※ 担当声優はテレビアニメ版のもの。

### メインキャラ
高梨 奈緒（たかなし なお）
声 - 喜多村英梨
本作の主人公。高梨家の長女で、修輔の妹。高校1年生。6月25日生まれ。身長151cm。血液型はAB型。貧乳。成績は優秀。
兄の修輔が大好きなブラコン。修輔が自分に邪な感情を抱いていることを見抜いた上で、修輔の反応を観察して楽しんでいる。修輔の部屋を定期的にこっそり検閲しており、エロ本やパソコンの中のエロ画像の詳細を把握している。また、妹モノ以外のエロ本を処分するなど、修輔の性癖を操作するような行動もしている。その結果、修輔の妹属性が強化されたが、家庭教師の松代に介入していたことを見抜かれた。
計算高い性格をしており、兄との背徳的な恋愛をすることを望んでいるなど、大胆な面が目立つが、なるべく兄妹の関係を壊さないよう慎重に行動している。修輔に対してそれとなく縞パンを見せたり、修輔が中学時代に使っていたリコーダーに口をつけて「間接キス」をしたりと、修輔の知らないところでは変態行動もする。また、修輔に仕掛けた色仕掛けや、部屋のチェックをした時の状況などを「兄の観察日記」として記録している（アニメでは「兄の性態観察日記」と次回予告でまとめられている）。
10年以上前の記憶がない。奈緒は修司の友人夫妻の一人娘で、10年前に実の両親が事故死し、友人であった修司に引き取られて育った。従って、最初の段階では自分は兄と血がつながっていると思っていた。修輔が隠していたアルバムを発見したことでこの事実に気づく。
基本的に、兄のみっともない姿や変態行為、トラブルに巻き込まれる姿を見て興奮している。
高梨 修輔（たかなし しゅうすけ）
声 - 豊永利行 / 五十嵐裕美（幼少）
高梨家の長男で、奈緒の兄。妹に対する邪な感情と理性の狭間でさ迷う、悩み多き高校2年生。10月10日生まれ。身長171cm。血液型はA型。成績は平均以下。
年相応以上にスケベ。妹のパンツにすらドキドキする。妹のパンツが見えそうな時は、バレないように見苦しい格好をしてまで見る（しかし、たいていはバレている）。両親を亡くした奈緒を引き取ろうと最初に提案したのは修輔であり、奈緒との血縁関係がないことは理解しているが、奈緒が自身を実の兄だと思っていることを信じているため、奈緒には手を出していない。とはいえ時折妹をオカズにして自家発電に励んでしまうときがあり、事後に激しい自己嫌悪に陥るものの妹をオカズにすることはやめられない。
ミニスカートとニーソックス、縞パンが好き。また、最近はSMにも興味を持ち始めた。自室に大量のエロ本やエロDVDを隠している。パソコンでは、ヘッドホンをしてエロゲをプレイする。また、異常に深い階層に20GBほどの大量のエロ画像を溜め込んでいる。これらのエロ趣味は奈緒に完全に把握されているが、そのことに修輔は気づいておらず、「妹はエロに免疫がない」と思い込んでいる。
性癖が妹属性に偏っているが、修輔自身は気付いていない。これは長い期間奈緒が介入してきた結果である。
むやみ大袈裟に土下座をして頼み込む癖があり、奈緒には「伝家の宝刀」とまで呼ばれている。
仮性包茎である。
土浦 彩葉（つちうら いろは）
声 - 井上麻里奈
ある日、奈緒のクラスに転校して来た少女。4月3日生まれ。身長147cm。血液型はB型。貧乳。家では眼鏡をかけている。
5歳まで高梨家の近所に住んでおり、修輔とは幼馴染。当時は髪形がツインテールだった（1巻にて10年ぶりに戻ってきたときは髪を下げたロングヘアーだったが、その後ツインテールに戻した）。そのころに「お医者さんごっこ」で幼いながらも修輔に全裸を披露、その条件に「修輔の恋人にしてもらう」という約束をしていた。ただし、逆に「お医者さんごっこ」をした際に、修輔の包皮を切り取ろうとしたことが、修輔の彩葉に対するトラウマの一因にもなっている。
性格は裏表が激しく、小悪魔気質。修輔には奈緒よりも直接的なアプローチを仕掛けており、10年ぶりに再会した修輔にいきなりキスをして修輔を困惑させる。
修輔に対してストーキングを行っており、修輔の自慰行為の際の癖まで把握している。修輔のプライベートの観察には、自宅から高梨家を覗き見する場合は高性能の望遠鏡を、夜間の尾行には暗視スコープを使用する。
近藤 繭佳（こんどう まゆか）
声 - 荒浪和沙
15話から登場。通称：ミスターX。修輔のクラスメイトで、クラス委員を務める少女。5月11日生まれ。血液型はO型。身長172cm。奈緒や彩葉に比べるとあまり裏表がない性格。着やせしているが、実はかなりの巨乳。
夜中に抜け出し、BL書籍を買いに行った所で修輔と衝突し、自己の性癖がバレてしまうものの、修輔のエロ本を"拉致"し修輔の性癖を家族にばらすと脅すことで修輔から主導権を握った。それ以降は修輔を「ペット」として命令に従うことを強要しており、自身が購入しにくい雑誌等を買いに行かせるなどしている。修輔が「待て」「よし」の命令に従った時などは、かなり嬉しそうにしている。
アニメ版では、修輔のことは「ペット」扱いと「偶然を装った乳首いじり」の反応で興奮するに留まっているが、原作では「男色男子」にするべく事実上の洗脳を行っている。修輔のBL本を読んだ際の苦し紛れの感想が、近藤に「性癖」を受け入れてくれる男子と誤解されている。
BL趣味に関してはかなりのめり込んでおり、修輔に露見し、さらに楽しみにしていた本が破かれたと知った時は「殺すしかない」と思っていたほどである。
学校では黒のパンストを履いており、それが修輔のパンスト属性の付加、そして奈緒や彩葉にまで波及することとなる。

### サブキャラ
高梨 修司（たかなし しゅうじ）
声 - 荻原秀樹
修輔の父で、奈緒の養父。2月23日生まれ。身長178cm。血液型はB型。
奈緒を過度に可愛がっていて、嫁には行って欲しくないと思っている。
エロさは平均以上らしく、それは修輔に遺伝している。修輔がエロ本に興味を持ち出したのも修司の影響らしい。
奈緒の行動については、菜々香ともどもあまり把握していない模様。
高梨 菜々香（たかなし ななか）
声 - 大原さやか
修輔の母で、奈緒の養母。12月1日生まれ。身長161cm。血液型はA型。
一応、本作では最も常識があるようだが、家族の行動に対しては、官能小説のような言い回しで対応することもある。また、奈緒は女3人で海に行ってもいいというほど信頼しているが、修輔に対してはあまり信頼していない。
修輔がエロ本を持っていること自体は気にしていないようだが、その数があまりに大量な上にSM雑誌まで持っていたことには激怒する。
楠原 尋乃（くすはら ひろの）
声 - 白石涼子
奈緒、春華の親友にしてクラスメイト。通称：ひろりん。6月14日生まれ。身長162cm。血液型はB型。
高1にしては、かなりの巨乳。
修輔、奈緒、彩葉の三角関係の展開を昼ドラのように楽しんでおり、春華に「いい死に方しないよ」と忠告される始末である。
基本的に春華とともに奈緒や彩葉が修輔にアプローチをかける際やそのけん制としてだしに使われることが多い。
また、奈緒の異常なアプローチについてはある程度把握しており、諌めたりすることがある。
加藤 春華（かとう はるか）
声 - 中村繪里子
奈緒、尋乃の親友にしてクラスメイト。通称：春ちゃん（はるちゃん）。8月22日生まれ。身長164cm。血液型はA型。
胸は年相応よりも大きく、尋乃ほどではないものの、奈緒よりははるかに豊か。
本作では菜々香に次いで常識人ともとれるが、偏った知識（ツンデレ等）を仕入れてきて熱く語るなど、時に大暴走を起こすこともある。尋乃いわく、こういう暴走をするときは何か嫌なことがあったときらしい。
AGE探検隊（All Genre Ero たんけんたい）
メンバーは修輔を含めて4人。AGE探検隊という呼称はアニメオリジナル。原作での呼称はエロDVD探検隊、若しくはエロ本組合。学内特にクラスでの評判は最悪。奈緒からは「社会のクズ」と呼ばれている。自分たちのエロ本やエロDVDを回し読みや回し見したりしており、みんなでお金を出し合って購入することもある模様。修輔が親にエロ本が見つかってしまった際には、他のメンバーがその分をカンパしてあげたりするなど助け合っている。男女が仲良く二人で歩いているなんて幻想だと思い込んでいる。
普段の活動の他に青姦ゲリラ撮影DVDのロケ地巡礼の旅に出るなどしているらしい。
2、3か月に一度、秋葉原に行く。この際メンバーは全員御揃いの紫色のリュックを背負っている。
彩葉の登場以降、エロ断ちを決めた修輔と衝突が起こり、一時的に修輔が脱退したことがあった。また、自身のそれぞれ属性について語り、それが原因で全員が衝突したこともあったが、最終的には仲直りするなど高い結束力を誇っている。
岸川 啓一郎（きしかわ けいいちろう）
声 - 立花慎之介
隊長を務めていて、わりとイケメンな顔立ちをしている。そういう趣味はないと言っておきながらBL本などもなぜか持っている。よくよく観察すると折癖が至る所に付いており相当使い込んだ事がうかがえる。
隊長として、メンバーの相談・悩み・困ったことなどは率先して解決しようとする優しい人物でもある。特に修輔とミスターX（繭佳）のBL本の一件のときには、他の2人が自分たちの活動がバレることを恐れ（実際はいろんな人にバレバレなのだが）協力するのをためらったが、一人だけ裏で少しでも修輔のためになればと自身のBL本をあげたり協力した。また、溺れた修輔を人工呼吸をして助けたりするなどその気がある事を暗に匂わせている。
幼馴染はいないが幼馴染属性の持ち主。
山代 拓実（やましろ たくみ）
声 - 松本健太
背が大きく、やや老けた顔をしている。
一人っ子だが義妹属性の持ち主。
小学校のころから近藤が好きだった模様。
黒崎 大吾（くろさき だいご）
声 - 市来光弘
背が比較的小さい。
人妻属性の持ち主。

静留（しずる）
声 - MAKO
修輔がプレイしているエロゲの妹ヒロイン。スク水にニーソックスという大胆な姿も披露する。攻略中に奈緒にパソコンの電源を抜かれてデータクラッシュして以降、原作では話題に上がっていないが、アニメ版ではそれ以降も度々修輔の夢の中で登場するなど出番が増えている。
松代 莉智香（まつしろ りちか）
テストで赤点ばかり取ってくる修輔を見かねて、母主導の家族会議により雇われることになった、修輔の家庭教師。女子大生。
いきなり修輔に童貞かどうか尋ねてくるなど、素行は非常に謎。しかも何故か修輔の性癖を見抜いており、奈緒でさえ気づかなかったエロ本の隠し場所も簡単に暴いてしまう。終いには「女子大生モノ」・「家庭教師モノ」・「お姉さんモノ」各1冊ずつを除いて全て没収し、修輔に対しては「自慰行為は週2回まで」と命令（さらにはそれを守らせるため奈緒に対しては遠回しな表現で監視を依頼）するなど、禁欲生活を強制してしまう。
弟がいるが、姉弟以上の感情を抱いており、自宅ではお風呂で体を洗わせたり、首筋を「補給」と称してあまがみしている。
久しぶり再会した奈緒に弟と近親相姦したことを報告していた。親や親戚から没交渉となっているが、莉智香自身は気にしていない。
谷田貝 凛（やたがい りん）
声 - 佐藤利奈
アニメオリジナルキャラ。第10話と第11話に登場。蘭とは双子で、自身は姉。
堂々とコスプレしたり、実態のない相手と会話するなどする妹にはうんざりしており、双子のため一緒にされるのを鬱陶しがっている。
得意技（?）はデコピン。弱点は耳で、息を吹きかけられると脱力してしまう。原付を乗り回していることから、原付かバイクの免許を保持している模様。
修輔らの1学年上の3年生。自身は「校則を変えるくらいの力がある」ようなことを匂わせているが…。校内では（一部の）後輩の女生徒の憧れの的となっており、彼女を慕う後輩からは「美麗（みれい）さま」と呼ばれている。
「良い唇」を探しており、スキあらば唇を奪おうとしている。ターゲットは美しい女性（しかも年下）で、奈緒や彩葉がターゲットにされてしまう。
谷田貝 蘭（やたがい らん）
声 - 茅原実里
アニメオリジナルキャラ。第10話と第11話に登場。凛とは双子で、自身は妹。
コスプレが趣味であり、雑誌にも載るほどの巷ではちょっとした有名コスプレイヤー。自称「プリンセスレイラ」。預言者チロルとの交信、都合が悪くなったときに瞬間移動をしようとしたり…など、電波系なところがある。また、姉のことは「クローン」と呼んで毛嫌いしているなど、姉妹仲は良くない。でも、学業は優秀。
コスプレイベントに一緒に出てくれる「救世主さま」（に相応しい「クズ人間」）を探しており、どこからか噂を聞きつけ、修輔に目を付ける。

## 書誌情報
- 草野紅壱 『お兄ちゃんのことなんかぜんぜん好きじゃないんだからねっ!!』 双葉社〈High Action Comics〉、全12巻
  1. 2009年4月11日発売 ISBN 978-4-575-83611-0
  2. 2009年12月12日発売 ISBN 978-4-575-83707-0
  3. 2010年6月11日発売 ISBN 978-4-575-83777-3
  4. 2011年3月19日発売 ISBN 978-4-575-83882-4
  5. 2011年12月12日発売 ISBN 978-4-575-84000-1
  6. 2012年8月10日発売 ISBN 978-4-575-84115-2
  7. 2013年5月10日発売 ISBN 978-4-575-84230-2
  8. 2013年12月12日発売 ISBN 978-4-575-84321-7
  9. 2014年9月10日発売 ISBN 978-4-575-84486-3
  10. 2015年4月10日発売 ISBN 978-4-575-84608-9
  11. 2016年2月12日発売 ISBN 978-4-575-84756-7
  12. 2016年12月12日発売 ISBN 978-4-575-84900-4

## テレビアニメ
2011年1月から3月まで、チバテレビをはじめ独立UHF局にて放送された。アニメ化にあたって「兄好」を公式な略称とした。公式Twitterが用いているハッシュタグは「#oniichan」である。
キャラクターデザインは原作者の要望を落とし込む形で行われており、原作者の草野も再現度が高いと語っている。シナリオ面では修輔のエロ仲間がAGE探検隊としてフィーチャーされるエピソードが加えられたり、アニメ版オリジナルキャラクターとして谷田貝姉妹が10話から加えられたりしている。演出面ではパンチラシーンの一部でペンギンやネコといった動物の絵柄が覆い被さる形での修正がなされている（BD版は修正なしと修正付きを両方収録）。また、エンディングクレジットにおいてはそのエピソードの内容に合わせてBL作画の役職が表記されるほか、7話では看板協力としてTH2Vad Works、Ricotta/私立秀峰学園社交部、こじかOVA製作委員会、kiss×sis製作委員会、奥木染町内会、桜南中学下着部が記載されていた。
2011年2月15日より4月まで、ガマニアデジタルエンターテインメントが運営するオンラインゲーム『ディビーナ』内において、奈緒のアバターなどが提供されるコラボレーション企画が期間限定で実施された。また、エイチームが「公式サウンド アニメ・ゲームフル」において本作のガチャガチャゲームを配信している。

### スタッフ
- 原作 - 草野紅壱[20]
- 監督 - 元永慶太郎[20]
- シリーズ構成 - 大場小ゆり[20]
- キャラクターデザイン - 平山円[20]
- プロップデザイン - 岩畑剛一
- 美術監督 - 松本浩樹
- カラーデザイン - 篠原愛子
- 撮影監督 - 久野利和
- 編集 - 平木大輔
- 音響監督 - えびなやすのり
- 音楽 - 菊谷知樹
- 音楽制作 - スターチャイルドレコード
- プロデューサー - 山中隆弘、川﨑とも子
- 制作プロデューサー - 橋本和典
- 企画協力・制作 - GANSIS
- アニメーション制作 - ZEXCS[20]
- 製作 - お兄ちゃん観察隊

### 主題歌
主題歌はどちらもキャラクター名義で担当声優が歌うキャラクターソングとなっており、CDは2011年1月26日にスターチャイルドから同時発売された。ジャケットにはそれぞれのキャラクターがプリントされている。
オープニングテーマ「Taste of Paradise」
作詞 - 大森祥子 / 作曲・編曲 - 山口朗彦 / 歌 - 高梨奈緒（喜多村英梨）
エンディングテーマ「アリアリ未来☆」
作詞 - うらん / 作曲・編曲 - 大久保薫 / 歌 - 高梨奈緒（喜多村英梨）、土浦彩葉（井上麻里奈）、近藤繭佳（荒浪和沙）
CDジャーナルは、「入れ替わりのボーカルアレンジがチャーミングで愛らしく、曲調は作品のノリに合う楽曲である」と評した。2011年（平成23年）2月7日付のオリコン週間シングルチャートで44位を獲得。初動売上は、2728枚を記録した。

### 各話リスト
テレビ放送は全12話。第13話はBD / DVD第5巻収録のテレビ未放送話。
| 話数   | サブタイトル                                              | 脚本       | コンテ                | 演出       | 作画監督                  | 総作画監督 | BL作画     | 放送日                    |
| ------ | --------------------------------------------------------- | ---------- | --------------------- | ---------- | ------------------------- | ---------- | ---------- | ------------------------- |
| 第1話  | 兄と妹のヨコシマな日常                                    | 大場小ゆり | 元永慶太郎            | 元永慶太郎 | 山本篤史、をがわいちろを  | 平山円     | -          | 2011年（平成23年） 1月8日 |
| 第2話  | ツインテール、兄妹を襲撃                                  | 大場小ゆり | 岩畑剛一              | 小林公二   | 山本善哉、安本学          | 桜井正明   | -          | 1月15日                   |
| 第3話  | ライバル出現! 兄妹大ピンチ!                               | 長津晴子   | こでらかつゆき        | 福多潤     | 松浦里美、高原修司        | 桜井正明   | -          | 1月22日                   |
| 第4話  | 妹が水着にきがえたら                                      | 大知慶一郎 | こでらかつゆき 則座誠 | 則座誠     | 松本朋之、近藤優次        | 平山円     | -          | 1月29日                   |
| 第5話  | ミスターX 兄襲!                                           | 小出克彦   | 小林孝志              | 小林孝志   | 山崎正和、山本善哉 安本学 | 桜井正明   | 佐光幸恵   | 2月5日                    |
| 第6話  | 兄は黒パンストの夢を見る                                  | 井上美緒   | 岩畑剛一              | 中山敦史   | 阿部智之                  | 磯野智     | 佐光幸恵   | 2月12日                   |
| 第7話  | 兄（おとこ）たちのAKIBA                                   | 根元歳三   | こでらかつゆき        | 元永慶太郎 | 松本朋之、近藤優次        | 平山円     | -          | 2月19日                   |
| 第8話  | 兄のトップをねらえ!                                       | 大知慶一郎 | 真菜陽 則座誠         | 則座誠     | 広尾佳奈子、山本篤史      | 磯野智     | 島沢ノリコ | 2月26日                   |
| 第9話  | 夏だ! 祭りだ! 兄妹のM:I:V                                 | 井上美緒   | こでらかつゆき        | 小林公二   | 松本朋之、近藤優次        | 平山円     | 島沢ノリコ | 3月5日                    |
| 第10話 | 兄は世界を救う                                            | 小出克彦   | 小林孝志              | 小林孝志   | 山崎正和、安本学          | 桜井正明   | -          | 3月12日                   |
| 第11話 | 世界の中心で兄を叫ぶ                                      | 小出克彦   | 元永慶太郎            | 元永慶太郎 | 阿部智之                  | 磯野智     | -          | 3月19日                   |
| 第12話 | お兄ちゃんのことなんかぜんぜん 好きじゃないんだからねっ!! | 大場小ゆり | 岩畑剛一              | 則座誠     | 五反孝幸、山本篤史        | 平山円     | -          | 3月26日                   |
| 第13話 | 妹より愛をこめて兄の『性態観察記』                        | 長津晴子   | 元永慶太郎            | 小林公二   | 氏家嘉宏、広尾佳奈子      | 平山円     | 谷津美弥子 | 未放送                    |

### 放送局
| 放送地域 | 放送局             | 放送期間                | 放送日時                     | 放送系列           | 備考             |
| -------- | ------------------ | ----------------------- | ---------------------------- | ------------------ | ---------------- |
| 神奈川県 | tvk                | 2011年1月9日 - 3月27日  | 日曜 0:30 - 1:00（土曜深夜） | 独立UHF局          |                  |
| 千葉県   | チバテレビ         | 2011年1月9日 - 3月27日  | 日曜 23:30 - 24:00           | 独立UHF局          |                  |
| 埼玉県   | テレ玉             | 2011年1月10日 - 3月28日 | 月曜 1:00 - 1:30（日曜深夜） | 独立UHF局          |                  |
| 兵庫県   | サンテレビ         | 2011年1月11日 - 3月29日 | 火曜 0:00 - 0:30（月曜深夜） | 独立UHF局          |                  |
| 京都府   | KBS京都            | 2011年1月11日 - 3月29日 | 火曜 1:00 - 1:30（月曜深夜） | 独立UHF局          |                  |
| 東京都   | TOKYO MX           | 2011年1月11日 - 3月29日 | 火曜 1:30 - 2:00（月曜深夜） | 独立UHF局          |                  |
| 愛知県   | テレビ愛知         | 2011年1月12日 - 3月30日 | 水曜 1:28 - 1:58（火曜深夜） | テレビ東京系列     |                  |
| 日本全域 | ニコニコチャンネル | 2011年1月12日 - 3月30日 | 水曜 2:00 更新               | インターネット配信 | 最新話一週間無料 |
| 日本全域 | AT-X               | 2011年1月14日 - 4月1日  | 金曜 23:00 - 23:30           | CS放送             | リピート放送あり |
| 日本全域 | BS11               | 2011年1月14日 - 4月1日  | 金曜 23:30 - 24:00           | BSデジタル放送     | ANIME+枠         |

BS11では2011年3月11日に発生した東日本大震災の影響を考慮し、同日放送予定だった第9話の放送を延期した。第10話については、tvkのみ予定通り3月12日に放送されたが、tvk以外の地上波各局では放送が見合わされ、番組を差し替える処置が行なわれた。AT-Xでは「権利元からの要請」としてリピート分を含めて放送休止を発表した。また、ニコニコチャンネルでの配信も中止した。なお、tvkにて放送された第10話には大波が発生する演出が含まれていた。その後、tvkを除く各局は第10話を飛ばして第11話から放送を再開する形となった。第10話と第11話は連続したエピソードであったため、tvk以外ではエピソードの途中から始まる展開となった。

### BD / DVD
| 巻 | 発売日        | 収録話          | 規格品番                                   |
| -- | ------------- | --------------- | ------------------------------------------ |
| 1  | 2011年3月9日  | 第1話           | KIXA-84                                    |
| 2  | 2011年4月13日 | 第2話 - 第4話   | KIXA-85                                    |
| 3  | 2011年5月11日 | 第5話 - 第7話   | KIXA-86                                    |
| 4  | 2011年6月8日  | 第8話 - 第10話  | KIXA-87                                    |
| 5  | 2011年7月13日 | 第11話 - 第13話 | KIXA-90088（初回限定版） KIXA-88（通常版） |

| 巻 | 発売日        | 収録話          | 規格品番  |
| -- | ------------- | --------------- | --------- |
| 1  | 2011年4月13日 | 第1話 - 第3話   | KIBA-1833 |
| 2  | 2011年5月11日 | 第4話 - 第6話   | KIBA-1834 |
| 3  | 2011年6月8日  | 第7話 - 第9話   | KIBA-1835 |
| 4  | 2011年7月13日 | 第10話 - 第11話 | KIBA-1836 |
| 5  | 2011年8月10日 | 第12話 - 第13話 | KIBA-1837 |

### 宣伝番組
『喜多村英梨の「お兄ちゃんのことなんかぜんぜん好きじゃないんだからねっ!!」を宣伝する番組っ!!』，パーソナリティは喜多村英梨，全8回。
テーマソング「YELL〜ホイッスルはその胸に〜」
- 歌：喜多村英梨 / 作詞：うらん / 作曲・編曲：河合英嗣